# Nemesrempehollós, Vas
Nemesrempehollós  este un sat în districtul Körmend, județul Vas, Ungaria, având o populație de 294 de locuitori (2011). 

## Demografie
Componența etnică a satului Nemesrempehollós
     Maghiari (92,68%)
     Germani (3,83%)
     Romi (2,44%)
     Necunoscut (1,05%)
     Alții (1,05%)
Componența confesională a satului Nemesrempehollós
     Romano-catolici (79,93%)
     Luterani (3,4%)
     Fără religie (3,4%)
     Reformați (2,38%)
     Necunoscută (10,88%)
Conform recensământului din 2011, satul Nemesrempehollós avea 294 de locuitori. Din punct de vedere etnic, majoritatea locuitorilor (92,68%) erau maghiari, existând și minorități de germani (3,83%) și romi (2,44%). Apartenența etnică nu este cunoscută în cazul a 1,05% din locuitori.  Din punct de vedere confesional, majoritatea locuitorilor (79,93%) erau romano-catolici, existând și minorități de luterani (3,4%), persoane fără religie (3,4%) și reformați (2,38%). Pentru 10,88% din locuitori nu este cunoscută apartenența confesională.